# Paratryphera palpalis
Paratryphera palpalis là một loài ruồi trong họ Tachinidae.